# Leucania flava
Leucania flava là một loài bướm đêm trong họ Noctuidae.